# Lauensteiner

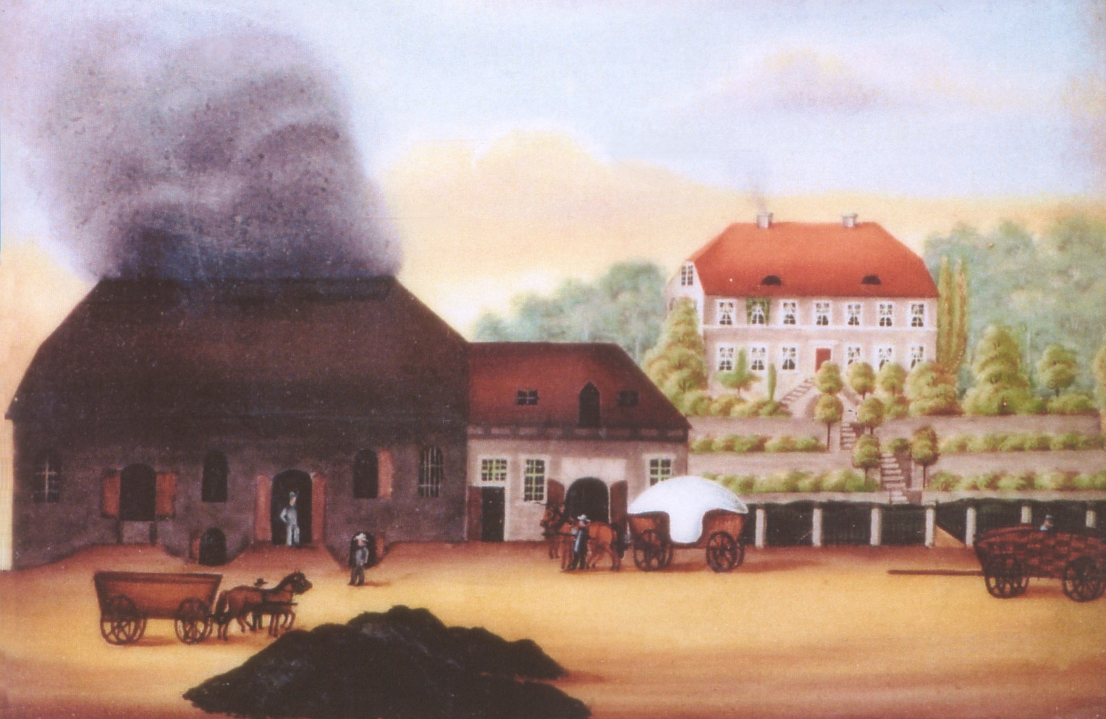
Glashütte Osterwald um 1840

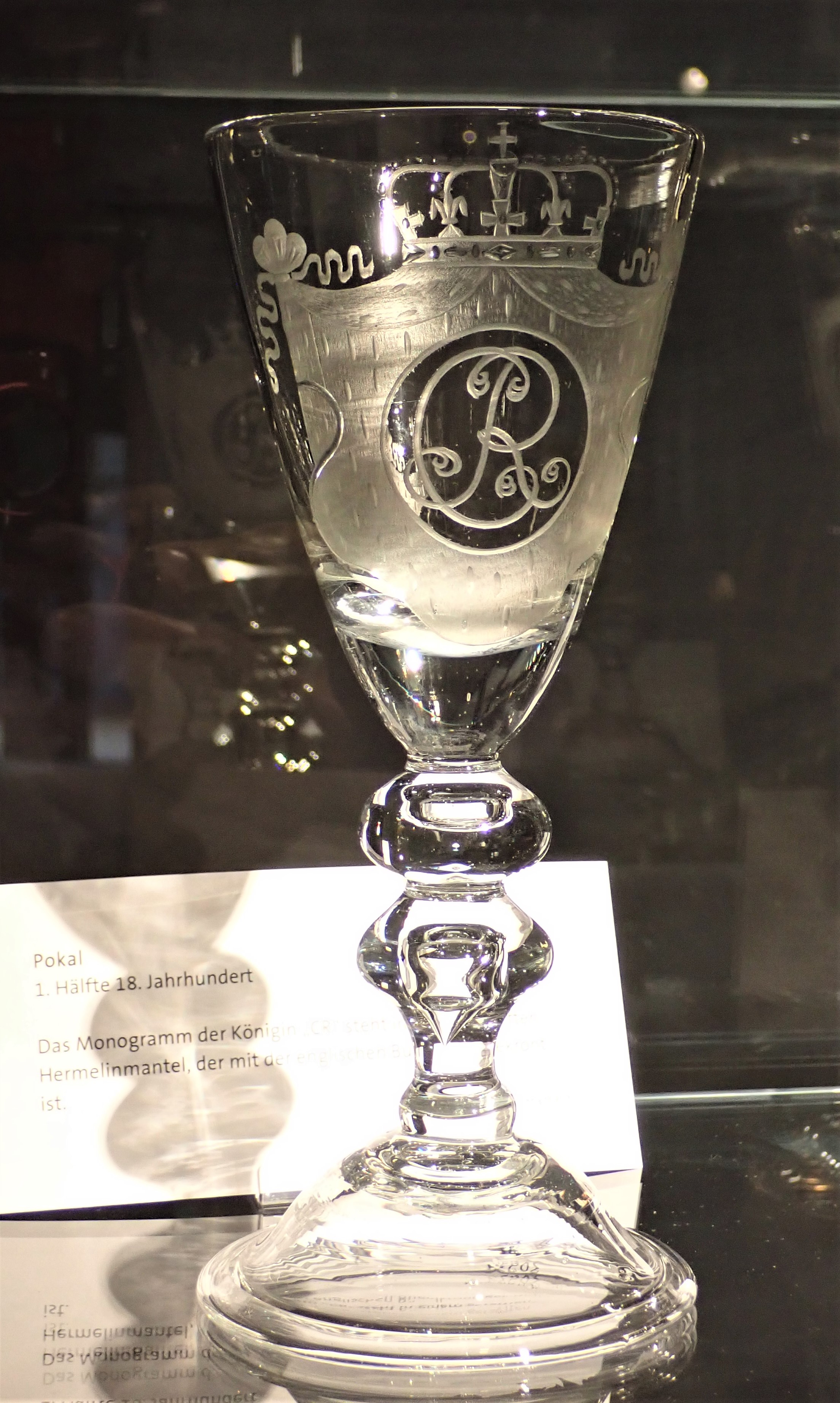
Lauensteiner Glaspokal, 1. Hälfte 18. Jahrhundert, Museum Hameln

Lauensteiner werden Gläser genannt, die zwischen 1768 und 1827 in der Glashütte Osterwald in Osterwald hergestellt wurden. Es handelte sich um hochwertige Trinkgläser, die für den hannoverschen Hof und das Kurfürstentum Hannover produziert wurden.

## Geschichte
Die Osterwalder Glashütte wurde 1701 von Conrad Werner Wedemeyer im Ort Osterwald am Höhenzug Osterwald als Weiße Feinglashütte gegründet. Sie fertigte bereits von Anfang an hochwertiges Kristallglas. Erster Administrator der Glashütte wurde Commissarius Schrader, der sich bei einer Studienreise nach Holland und England mit den neuesten Errungenschaften der Glasherstellung vertraut gemacht hatte. 1701 war sie die erste mit Steinkohle betriebene Feinglashütte östlich des Rheins. Die als Brennmaterial verwendete Steinkohle förderte man im Hüttenstollen Osterwald im gleichen Ort. 1768 patronierte die Königliche Kammer in Hannover die Glashütte. Es begann die wichtigste Produktionsphase der Hüttengeschichte, in der jene Gläser entstanden sind, die heute „Lauensteiner“ genannt werden. 1827 wurde der Betrieb an Franz Hampel übertragen. Ab dieser Zeit wurden weniger hochwertige Produkte hergestellt, jedoch mehr Massenware. Ab 1840 wurde ausschließlich Gebrauchsglas produziert, vor allem grüne Flaschen. 1867 erwarb Emil Boetticher die Glashütte und verlagerte die Produktion ab 1885 nach Oldendorf, wo er die Reußesche Glashütte „In der Sümpelbreite“ erworben hatte. Der Betrieb wurde trotz der Zugehörigkeit zu Oldendorf weiterhin als Glashütte Osterwald bezeichnet. Dort wurde bis 1926 produziert. 1897 wurden die Hüttengebäude in Osterwald bis auf das 1827 errichtete Herrenhaus abgerissen.
In der Glashütte waren bis um 1812 durchschnittlich 10 bis 20 Personen beschäftigt. Nach der Produktionsumstellung auf die Herstellung von Flaschen um 1840 waren zeitweise bis zu 65 Mitarbeiter beschäftigt.
Den wirtschaftlichen Erfolg der Manufaktur sicherte die Erhebung von Einfuhrzöllen auf Glaswaren in das Königreich Hannover (siehe: Kameralismus) sowie das billig vor Ort verfügbare Brennmaterial. Letzterer Standortvorteil begünstigte auch die Gründung der Glashütten in den beiden Nachbarorten Oldendorf und Hemmendorf. Beide Betriebe wurden an der jeweiligen Ortsgrenze zu Osterwald errichtet. Im 18. Jahrhundert gehörte die Glashütte zum Verwaltungsgebiet des Amtes Lauenstein, wovon sich Bezeichnung „Lauensteiner Glas“ ableitet.
Verschiedene Relikte erinnern noch heute an die Glasproduktion, welche mit dem „Lauensteiner Glas“ begann. In Osterwald blieb das bereits erwähnte sogenannte „Herrenhaus“ sowie einige Fundamente des ursprünglichen Betriebes erhalten. Den ehemaligen Standort der ehemals Reußeschen Glashütte und späteren Glashütte Osterwald in Oldendorf südöstlich von Osterwald markiert die teilweise noch aus den Wohnhäusern der Glasarbeiter bestehende Siedlung „Glashütte“ mit den Straßennamen „Auf der Glashütte“ und „Hüttentor“.
Weitere Glashütten in der näheren Region bestanden in den Orten Münder (Süntelgrund und Münder), Klein Süntel (Glashütte Klein Süntel), Steinkrug (Glashütte Steinkrug), Hemmendorf (Hemmendorfer Dreisch, Ortsteil Hemmendorf Heide) und Oldendorf (In der Sümpelbreite, Ortsteil Glashütte).
2010 wurde am früheren Glashüttengelände eine Glasstele als Informationstafel zur Geschichte der Glashütte aufgestellt.

## Produktion
Eine Anzeige im „Hannoverschen Anzeigern“ vom 24. Oktober 1768 nennt Pokale, Becher, Krüge, Wein- und Bier-Gläser, Karaffen, Öl- und Essig-Gläser, Salzfässer, Leuchter, Zuckerschalen sowie Gelee- und Konfekt-Aufsätze in geschnittener, geschliffener und vergoldeter Ausführung. Typisch für Lauensteiner sind Lufteinschlüsse im Boden der Kuppa, im Schaft oder Nodus sowie der Glockenfuß und ein blauer oder goldener Rand an der Lippe. Markenzeichen der Lauensteiner war ein stehender Löwe, der im Glasboden eingraviert war.
Eine wichtige Aufgabe der Lauensteiner Glashütte war die Herstellung von Rokokopokalen für den Englisch-Hannoverschen Hof. Das waren Deckelpokale mit Glockenfuß, hohlem Balusterschaft mit Facettenschliff sowie einem Nodus mit gestochenen Lufteinschlüssen, der entweder den Boden einer glockenförmigen Kuppa bildete oder sich akzentuiert von der konischen Kuppa absetzte. Die Kombination von Lufteinschlüssen, Facettierungen und Vergoldungen steigerte die Wirkungsästhetik und Brillanz des wertvollen Glasmateriales. Die Kuppa wurde oft mit sparsam aufgetragenem flachem Tiefschnitt dekoriert. Die Themen waren Wappen, Herrschaftsporträts, Monogramme, Jagd- und Schlachtszenen.
Für das städtische Bürgertum wurden auch einfache Pokale mit Themen des täglichen Lebens (Arbeit, Freizeit, Familienfeiern) oder Landschaften hergestellt.